# Bande J

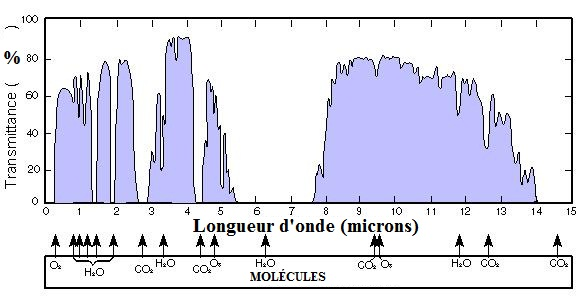
Transmission de l'atmosphère dans l'infrarouge, jusqu'à 15 µm, ainsi que les principales molécules responsables de l'absorption de la lumière.

En astronomie infrarouge, la bande J désigne une fenêtre de transmission atmosphérique centrée sur 1,25 micromètre (en infrarouge proche). Bételgeuse est la plus brillante source en infrarouge proche du ciel avec une magnitude en bande J de −2,99. Les étoiles les plus brillantes dans la bande J sont ensuite Antarès (−2,7), R Doradus (−2,6), Arcturus (−2,2) et Aldébaran (−2,1). Dans la bande J, Sirius est la 9e étoile la plus brillante.